# Merrington
Merrington – wieś w Anglii, w hrabstwie Shropshire. Leży 9 km na północ od miasta Shrewsbury i 231 km na północny zachód od Londynu.